# Altengroden
Altengroden ist ein Stadtteil der kreisfreien Stadt Wilhelmshaven in Niedersachsen.

## Lage
Der Stadtteil Altengroden wird westlich von der Ostfriesenstraßen/Friedrich-Paffrath-Straße, nördlich von der Autobahn A29, östlich von der Freiligrathstraße und südlich vom Rüstringer Stadtpark begrenzt. Die in ost-westlicher Richtung verlaufende Kurt-Schumacher-Straße unterteilt den Stadtteil in Altengroden-Nord und Altengroden-Süd. Altengroden-West in ein Neubaugebiet am westlichen Rand von Altengroden. Altengroden-Ost ist ein kleines Gewerbegebiet am östlichen Rand zur Freiligrathstraße.

## Namensherkunft
Der Name Altengroden ist ursprünglich die Bezeichnung für ein im hohen Mittelalter eingedeichtes Gebiet der ehemaligen Maadebucht zwischen den damaligen Deichlinien der Kirchreihe, Heppenser Reihe (Ölhafendamm), Altengrodener Reihe (Altengrodener Weg) und Neuengrodendeich (Freiligrathstraße). Auf diesem Groden entstand die gleichnamige Bauerschaft Altengroden, die zur damaligen Gemeinde Neuende gehörte. 1826 waren für die Bauerschaft 31 Gebäude verzeichnet.

## Geschichte

### Altengroden-Nord

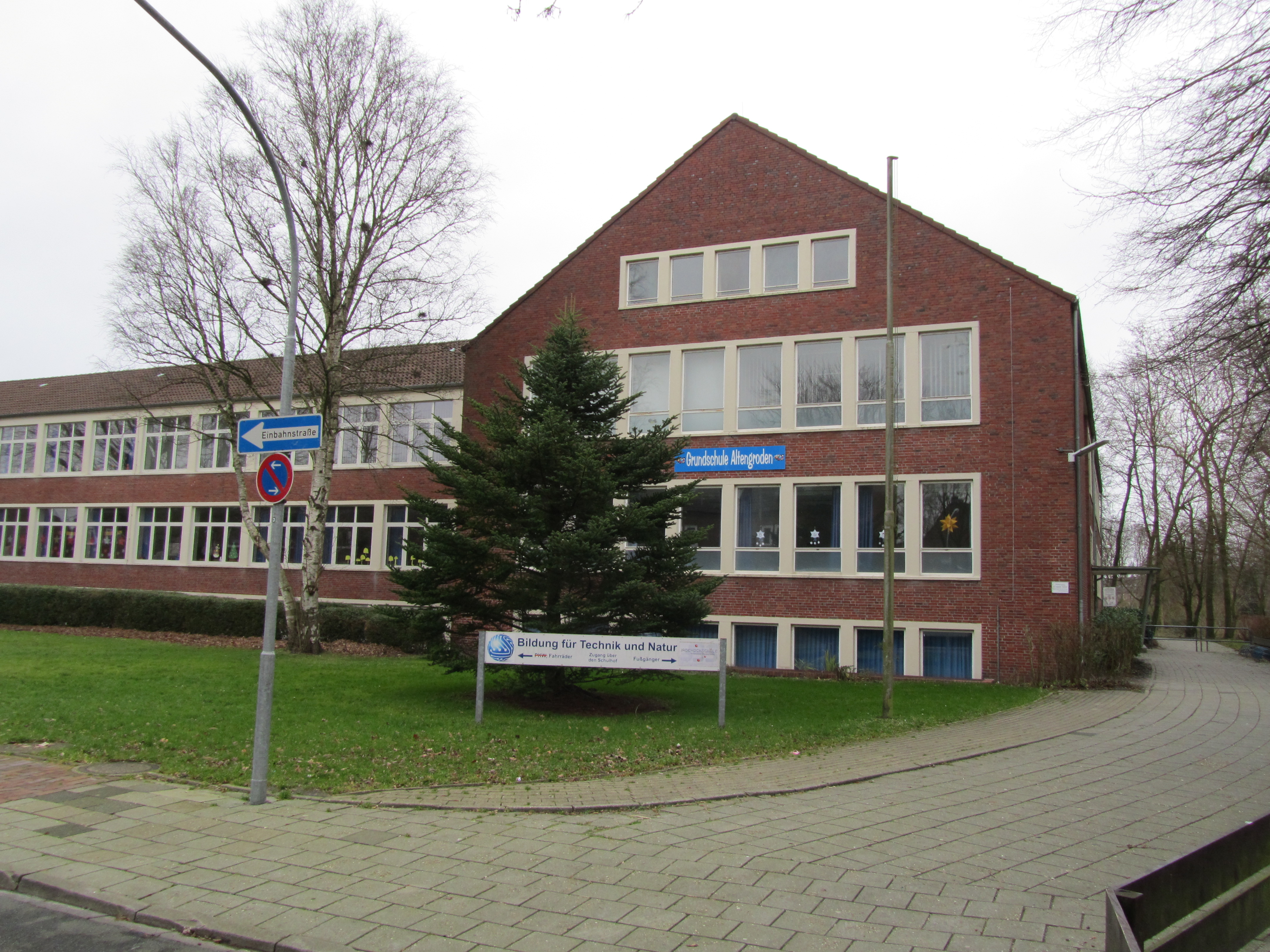
Grundschule in Altengroden

Der Stadtteil Altengroden-Nord entstand zuerst im Zusammenhang mit dem Ausbau der Kriegsmarine in Wilhelmshaven ab 1938. Die Erweiterung der Stadt Wilhelmshaven wurde bereits im sogenannten Hallbauer-Plan der Stadt der 300.000 von 1937 skizziert. Während in den zeitgleichen Planungen für die Stadtteile Voslapp und Fedderwardergroden Arbeitersiedlungen vorgesehen waren, plante man für Altengroden Wohnungen für die Marineangehörigen sowie für die Beamten und Angestellten der Kriegsmarinewerft. Im Februar 1939 wurde der Bebauungsentwurf durch das Oberkommando der Wehrmacht in Berlin genehmigt. Den Bauauftrag erhielt die Gemeinnützige Gesellschaft mbH zur Schaffung von Wohnangelegenheiten für Reichsangehörige in Berlin. 2500 Wohnungen sollten für 45 Millionen Reichsmark gebaut werden. Davon waren für Altengroden-Nord der Bau von 1000 Wohnungen geplant, in Altengroden-Süd sollten anschließend in einem weiteren Bauabschnitt 1500 Wohnungen entstehen. Kennzeichen der Häuser sind Backsteinbauten mit Dachgauben, Sprossen und Ziegelornamenten. Neben den Wohnungen sollte eine Schule, Sportplätze und eine Straße mit Geschäften entstehen.
Der offizielle Spatenstich erfolgte am 31. Mai 1939 in der Klinkeburg. Nach dem Ausbruch des Zweiten Weltkriegs wurden die Planungen modifiziert, trotzdem wurde mit Priorität weitergebaut. Um die Wohnungen möglichst schnell fertigzustellen, wurde sogar ein Baustopp in den Nachbargemeinden verhängt. Trotzdem liefen die Bauarbeiten schleppend. Anfang 1941 wurden die nur teilweise fertiggestellten Wohnungen notdürftig für ausgebombte Wilhelmshavener Familien hergerichtet. Im April 1941 wurden die ersten Wohnungen offiziell bezogen, trotz des noch zum Teil fehlenden Straßenbaus. 1943 konnte der Straßenzug am Goedenser Weg mit Geschäften rund um den markanten Zwiebelturm bezogen werden. Eine Bäckerei, eine Drogerie, ein Friseursalon sowie eine Fleischerei fanden dort Platz. Trotzdem waren zum Kriegsende 1945 gerade mal 500 Wohnungen fertiggestellt, viele bereits durch Bombentreffen in Mitleidenschaft gezogen oder noch im Rohbau.
Nach dem Zweiten Weltkrieg wurden die Planungen für insgesamt rund 1000 Wohnungen wieder aufgenommen, jedoch konnten diese Planungen erst 1960 abgeschlossen werden. Bis 1954 entstanden die Straßen, die nach Häuptlingen bzw. bekannten Personen aus der friesischen Geschichte benannt sind. 1955 konnte die evangelische Apostel-Johannes-Kirche an der Werdumer Straße eingeweiht werden und 1961 entstand die Schule Altengroden auf dem Gelände der Ruscherei.

### Altengroden-Süd

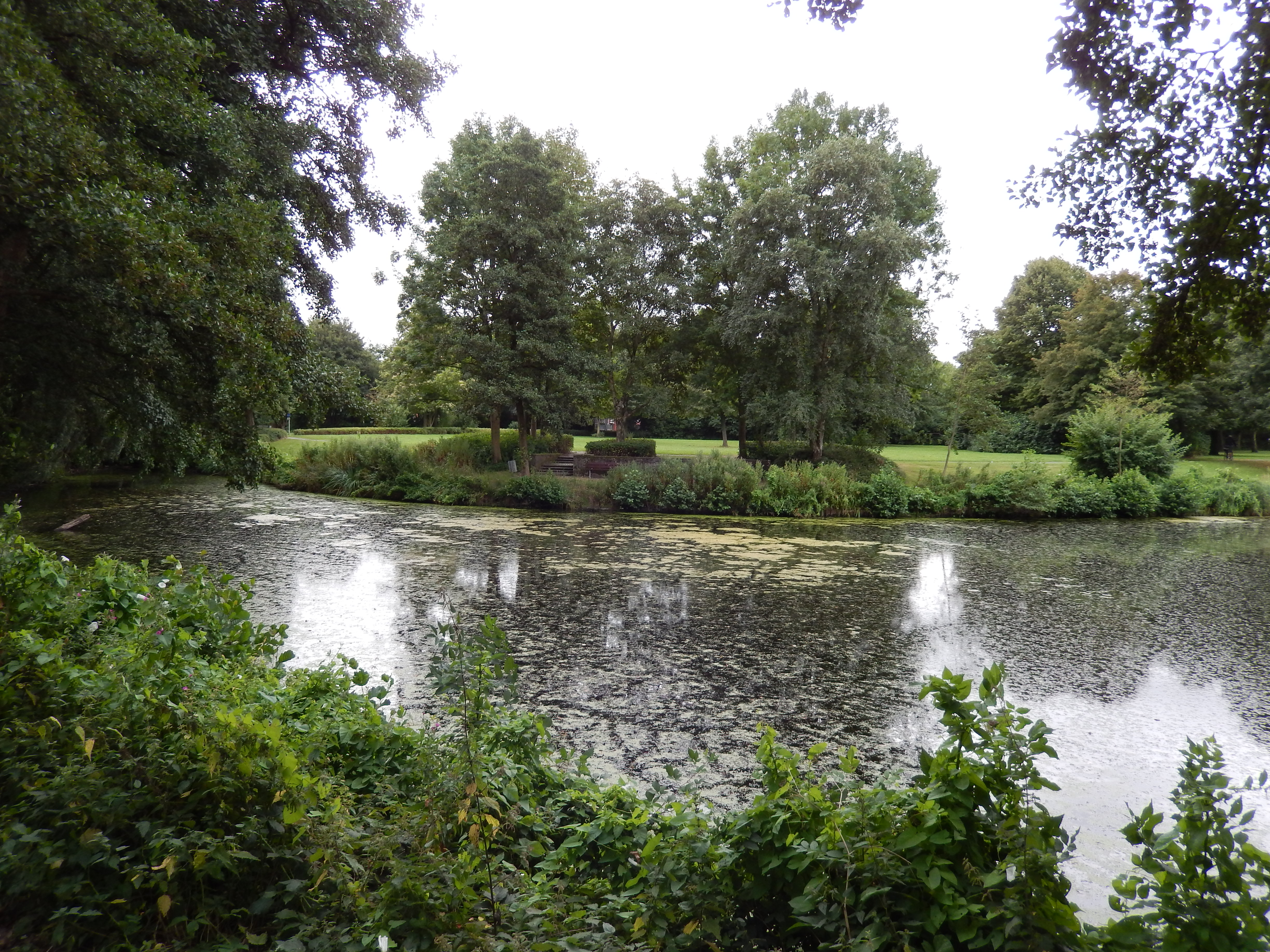
Teich am Altengrodener Weg

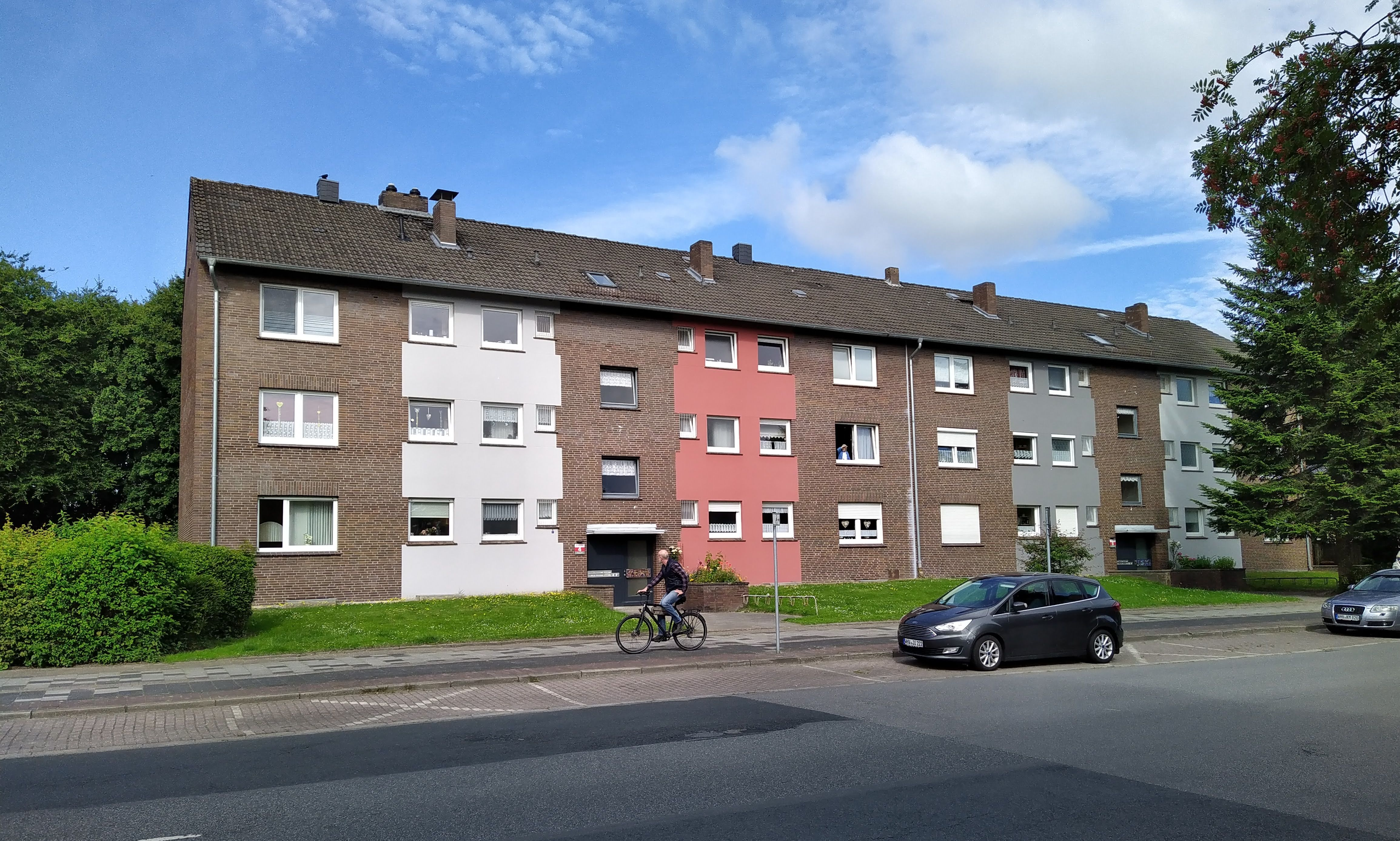
Wohnhäuser in der Werdumer Straße

Altengroden-Süd, das sich südlich der Kurt-Schumacher-Straße befindet, entstand in den Jahren 1959 bis 1962. Die Planungen begannen bereits 1956 mit der Aufstellung eines Bebauungsplanes. Stadtdirektor Walter Schumann konnte der Stadt dann im folgenden Jahr ein Bauprogramm von 500 Wohnungen mit Zuweisungen aus Landes- und Bundesmitteln sichern. Für das Bauprojekt wurde anschließend in einem städtebaulichen Architektenwettbewerb ein Gesamtentwurf für anstehende Bebauung gesucht. Da man sich nach Ablauf des Wettbewerbs nicht auf einzelnen Entwurf einigen konnte, vergab man keinen ersten Preis, sondern zwei zweite Preise an die Architekten Simmat, Oldenburg und Schwerdtfeger, Hannover. Außerdem forderte man eine Überarbeitung der eingereichten Entwürfe. So gelangte letztendlich der modifizierte Entwurf des Architekten Stefan Schwerdtfegers zur Ausführung. Der endgültige Entwurf sah nun rund 200 Wohnungen in dreigeschossigen Hausgruppen und rund 300 Einfamilienreihenhäuser vor. Gebaut wurde ab dem 7. April 1959 mit den drei örtlichen Wohnungsbaugesellschaften: dem Bauverein Rüstringen, der Wilhelmshavener Spar- und Baugesellschaft sowie der Wohnungsbaugesellschaft Jade. 1962 konnten die letzten Wohneinheiten fertiggestellt werden. Anschließend entstanden um den Schubertring noch Einfamilienhäuser.
Im Südwesten von Altengroden entstanden ab 1963 weitere Häuser um die Hermann-Ehlers-Straße sowie eine Villenkolonie um den Neuender Busch.
Die Straßen in Altengroden-Süd wurden nach Komponisten benannt, in Altengroden-Südwest nach deutschen Politikern benannt.

## Einwohner

### Entwicklung
Altengroden gehört mit 3487 Einwohnern (Stand 31. Dezember 2017) zu den größeren Stadtteilen Wilhelmshavens. Die Einwohnerzahlen sind rückläufig: Im Jahr 2000 waren es noch 4231 Einwohner.

### Ausländer- und Migrantenanteil
Auch in Altengroden macht sich der Anstieg an ausländischen Einwohnern bemerkbar. Gegenüber dem Jahr 2007 mit 0,9 % Ausländeranteil liegt der Ausländeranteil im Jahr 2017 bei 4,5 %, was mit dem benachbarten Stadtteil Neuengroden vergleichbar ist, aber deutlich unter dem Wilhelmshavener Durchschnitt von 9,6 % liegt. Der Anteil der Migranten liegt bei 12,7 % bei einem städtischen Durchschnitt von 21,8 %.

### Besiedlung
Mit 227,7 Hektar ist Altengroden flächenmäßig fast so groß wie der Stadtteil Bant. Bei der Einwohnerdichte erreicht Altengroden aber nur ein Drittel des Banter Wertes. In Altengroden leben rechnerisch 17,4 Einwohner je Hektar.

### Alter
Die meisten Einwohner des Stadtteils liegen zwischen 15 und 64 Jahren. Der Anteil der Minderjährigen liegt bei 14,1 %. Deutlich überrepräsentiert ist die Gruppe der Senioren mit einem Anteil von 28,7 %. Damit hat Altengroden den vierthöchsten Wert aller Stadtteile. Im Stadtviertel Altengroden-Süd sind 34,3 % der Einwohner 65 Jahre oder älter. Dieser Wert liegt sogar noch über den von Siebethsburg. Das Durchschnittsalter der Altengrodener beträgt 47,2 Jahre, also gleichwertig dem Wert für die Gesamtstadt.

### Familienstand
Den größten Anteil vertreten hier die verheirateten Paare. Mit 46,9 % liegen sie über den ledigen Einwohnern (37,6 %). Nur 16,7 % der Altengrodener besitzen ein Kind oder mehr, was den Überschuss an Ein-Person-Haushalten erklärt.

### Einwohnerbewegung
Im Jahr 2017 gab es in Altengroden einen Sterbeüberschuss von 10 Personen. Den 29 Geburten standen 39 Sterbefälle gegenüber. Auch bei den räumlichen Einwohnerbewegungen konnte der Stadtteil kein positives Ergebnis erzielen. Die Fortzüge summieren sich auf 447 – die Zuzüge allerdings nur auf 419. Das beste Ergebnis konnte noch das Stadtviertel Altengroden-Süd erzielen. Hier gab es einen Gewinn von 14 Einwohnern. Die Bilanz für Altengroden insgesamt: - 28 Einwohner.

## Sehenswürdigkeiten

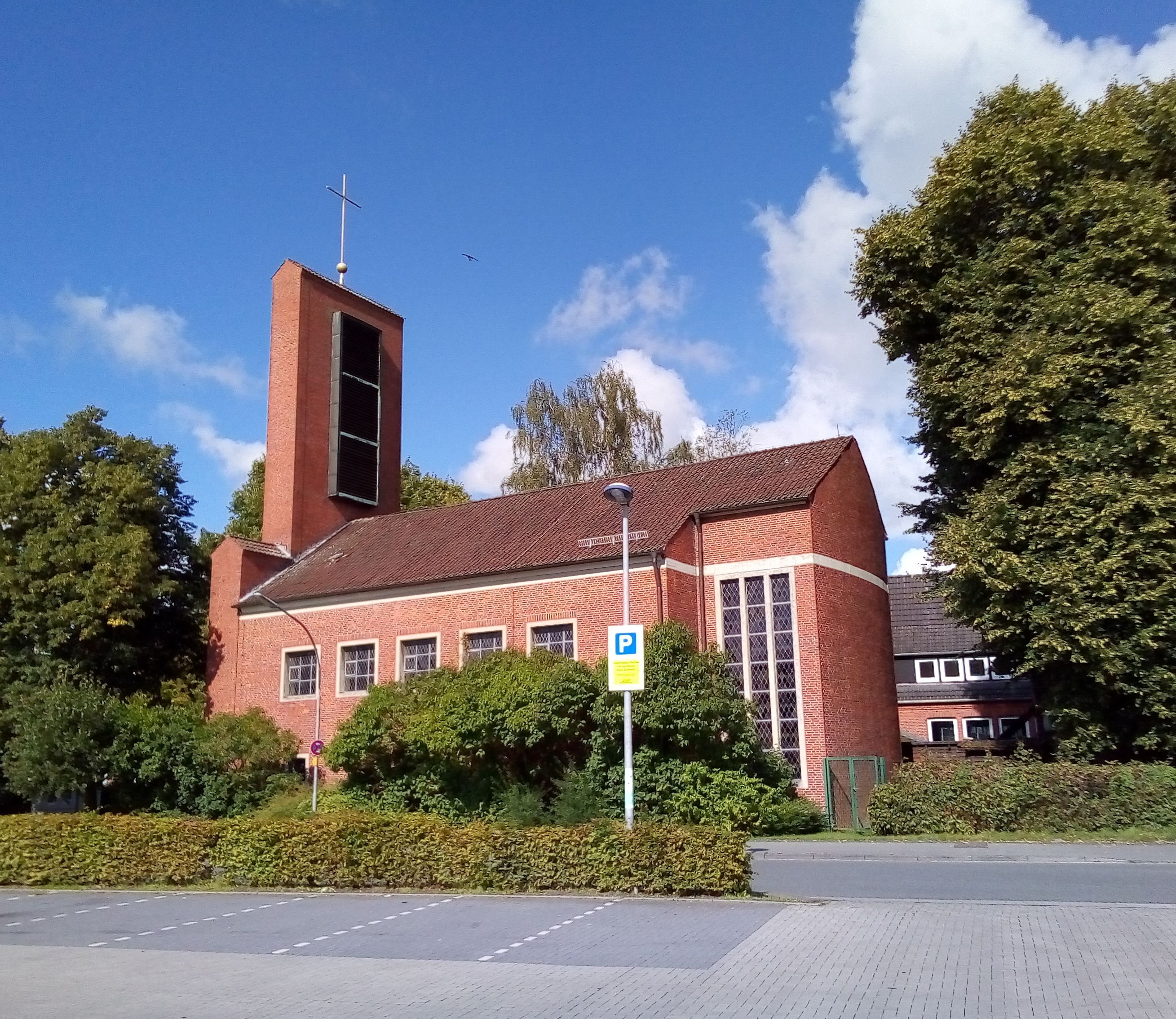
Apostel-Johannes-Kirche Altengroden

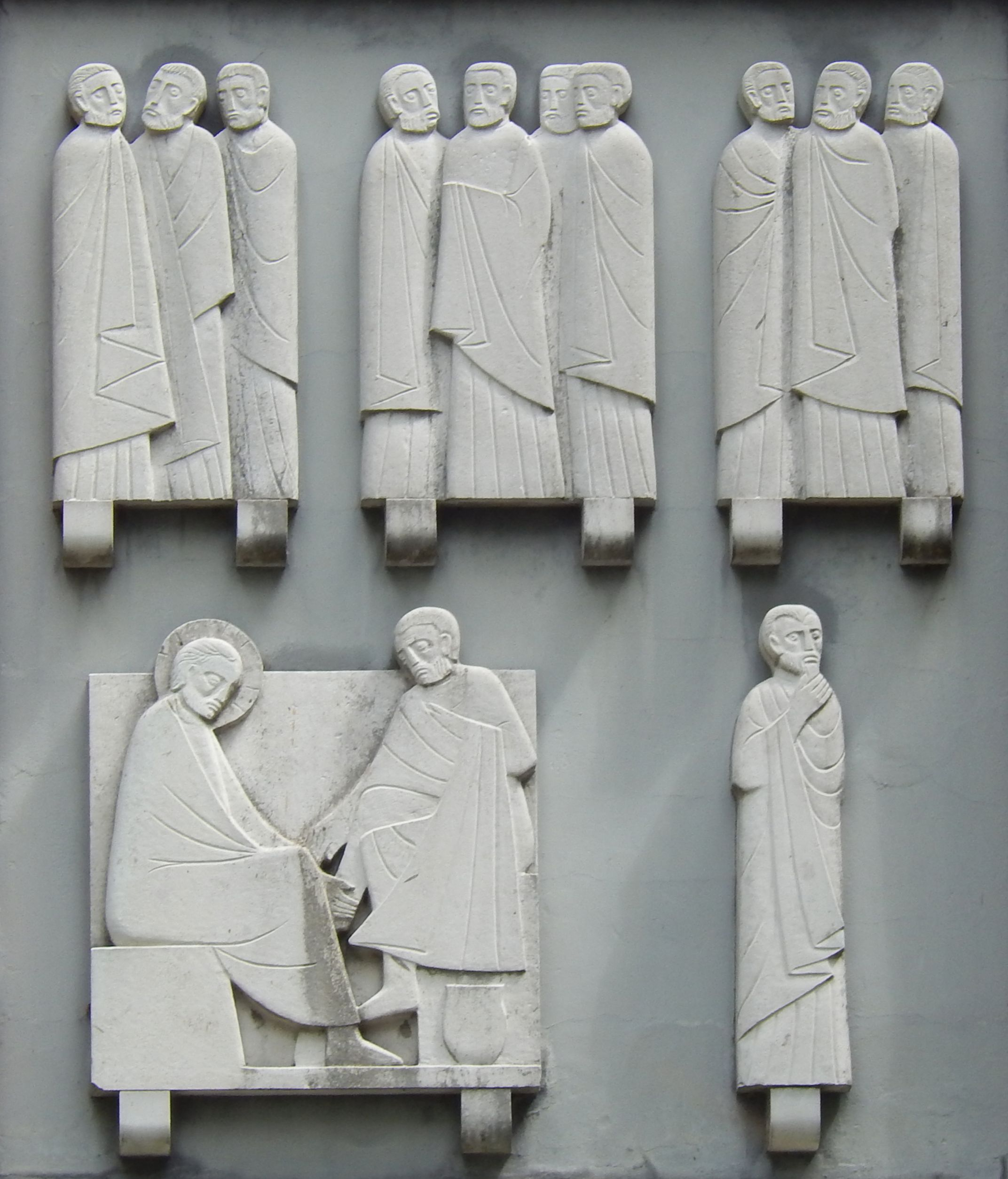
Relief der Fußwaschung

### Ruscherei
An der Ubbostraße 1 befindet sich die Ruscherei, architekturhistorisch ein Gulfhaus. Der historische Weidebauernhof brannte bis auf das Wohnhaus aus dem 18. Jahrhundert ab. Die Reste konnten vor dem Abriss bewahrt werden und wurden von 1980 bis 1981 nach Plänen von Ingo Sommer, dem langjährigen Leiter des Hochbauamtes, zu einer Bürgerbegegnungsstätte ausgebaut. Der Name Ruscherei leitet sich von dem plattdeutschen Begriff Ruschen ab, der Binsen bedeutet und darauf schließen lässt, das der Bauernhof ursprünglich in einem Gebiet lag, wo Binsen wuchsen. Heute ist die Bürgerbegegnungsstätte Treffpunkt von rund 20 Gruppen und Vereinen, die dort regelmäßig ihre Treffen veranstalten. Die Ruscherei verfügt über ein historisches Haupthaus mit Kneipe, Saal und Teestube sowie ein großes Außengelände, auf dem Stallungen und Weideflächen für ein paar Ponys, Schafe, Hühner und Gänse vorhanden sind. Eine Voliere mit verschiedenen Ziervögeln ist ebenfalls vorhanden. Der ehemalige Göpel der Ruscherei ist inzwischen als Grillplatz ausgebaut worden. Weiterhin befinden sich auf dem Außengelände die turnierfähige Boule- und Pétanque Spielanlage der Freie Boule-Spielgemeinschaft Ruscherei sowie seit 2010 ein „Garten für Jeden“, in dem man in sogenannten Mitmachbeeten gärtnern und ernten kann. Die Ruscherei wird ehrenamtlich vom Förderverein Ruscherei Altengroden e. V. geführt.

### Apostel-Johannes-Kirche
Am 27. November 1955 wurde die Apostel-Johannes-Kirche in Altengroden eingeweiht. Sie entstand nach Plänen des Architekten Gerhard Langmaack. Helmut Uhrig gestaltete ein Relief an der Westseite der Kirche, das die Fußwaschung Jesu zeigt, sowie eine Jesus-Figur über dem Altar.

### Störtebeker Park
Der rund zwei Hektar große Störtebeker Park ist ein kleiner Freizeitpark und liegt im Osten des Stadtteils an der Freiligrathstraße. Er bietet Kindern und Erwachsenen ein etwas anderes Freizeitangebot. Der Park entstand im Rahmen von Beschäftigungsprojekten als Spiel- und Lernpark, der sich spielerisch mit Natur, Umweltschutz und regionaler Historie beschäftigt. Der Park ist in der Sommersaison zwischen April und Oktober geöffnet.